# Minolta
Minolta Co., Ltd. була японським всесвітньо відомим виробником фотокамер та фотоаксесуарів, ксероксів, факсів та лазерних принтерів. Компанію було засновано в місті Осака, Японія, 1928 року під назвою Nichi-Doku Shashinki Shōten (яп. 日独写真機商店, що означає — «японсько-німецький магазин фототехніки»). Імовірно, Minolta найбільше прославилась завдяки створенню першої 35-міліметрової системи SLR-фотоапаратів з вбудованим автофокусом. Але сама назва як торгова марка з'явилася на фотопродукції не раніше 1933-го року — це була копія камери Plaubel Makina, якій дали просту назву — Minolta. 2003 року компанія Konica об'єдналася з Minolta, і в результаті виникла Konica Minolta.
19 січня 2006 року Konica Minolta оголосила, що вона полишає фото- та відеобізнес і що вона продасть частину свого SLR-бізнесу компанії Sony для підтвердження наміру цілковито вийти з ринку фото-та відеопродукції.

## Історія

### Віхи розвитку
- 1928: Казуо Ташіма відкриває Nichi-Doku Shashinki Shōten («Японсько-німецький магазин фототехніки», попередник компанії Minolta).
- 1929: Вийшла в продаж перша фотокамера компанії під назвою «Nifcarette» (ニフカレッテ).
- 1937: Minolta Flex стає другою японською двооб'єктивною дзеркальною камерою (після моделі Prince Flex, від компанії Neumann & Heilemann).
- 1947: Поява довговічної далекомірної камери 35 мм — Minolta-35
- 1958: Minolta SR-2 стає першою однооб'єктивною дзеркальною камерою компанії Minolta.
- 1959: Minolta SR-1.
- 1962: Джон Ґленн (John Glenn) бере спеціально модифіковану камеру Minolta Hi-Matic з логотипом Ansco — з собою у космос, на борт корабля Меркурій-Атлас-6 (Friendship 7). Компанія змінює свою офіційну назву на Minolta Camera Co., Ltd.
- 1966: Дзеркалка Minolta SR-T 101 є однією з перших камер із повною апертурною TTL-експонометрією (англ. TTL, through-the-lens — крізь об'єктив). Першою була Topcon RE Super, ще з 1963.
- 1972: Minolta підписує домовленість про співпрацю із Leica для спільної роботи над SLR-апаратами.
- 1973: Minolta CL стає першим плодом цієї домовленості.
- 1976: Представлена Leica R3. Minolta виробляє цю лінію камер, а також лінії R4 та R5 як частину серії Leica R. Решта моделей виробляються вже в Німеччині, самою компанією Leica.
- 1977: Виходить Minolta XD-11, перша в світі мультирежимна однооб'єктивна дзеркальна камера, в якій доступними були такі режими, як: M, A, S, AE, новаторське «програмне коригування» в режимі S, яке стало можливим завдяки першому мікрочипу для камер.
- 1981: Реалізація винаходу компанії, і патент на TTL (through-the-lens — крізь об'єктив) та OTF (off-the-film — із плівки) експонометрію: Minolta CLE стає першою 35мм далекомірною камерою, в якій застосовується TTL-експонометрія, а також режим пріоритету діафрагми. Презентація ручного фокусу у моделі Minolta X-700; ця дзеркалка не сходить з ринку аж до 1999 і є неймовірно успішною. Minolta XD-11 (Модель E) стає першим продуктом компанії Minolta, випущеним під оновленим логотипом, який буде використовуватися і надалі — аж до 2003 року та об'єднання з компанією Konica
- 1985: Minolta Maxxum 7000 Alpha Mount Camera стає першою у світі автофокусною SLR-камерою (35мм) із вбудованим двигунцем автофокусу.
- 1987: Honeywell подає позов до суду на компанію Minolta за порушення патенту на технологію автофокусування.
- 1991: Розробки систем автофокусування компанії Minolta були визнані такими, що порушують патенти корпорації Honeywell (США). Після затяжного судового процесу, у 1991 Minolta була змушена сплатити корпорації Honeywell збитки, штрафи, судові та інші витрати у розмірі 127.6 мільйонів доларів (джерело: NY Times).
- 1992: Minolta нарешті завершує судовий процес, владнавши суперечку з Honeywell.
- 1994: Компанія змінює свою офіційну назву на Minolta Co., Ltd. оскільки вона вже не є компанією, яка займається виключно фото- та відеотехнікою, а значно розширює асортимент своїх товарів.
- 1995: Представлена Minolta RD-175, 1.75-мегапіксельна цифрова SLR-камера.
- 1996: Камера Minolta Vectis є абсолютно новою SLR-системою, створеною під використання плівки формату APS (Advanced Photo System).
- 1998: Презентована SLR-модель Minolta Maxxum 9 з автофокусом. Ця система розрахована в першу чергу на професійних фотографів та має багато властивостей, яким на цей час ніяка продукція інших виробників не могла скласти конкуренції.
- 2003: У моделі DiMAGE A1 — представлений перший у світі механізм на сенсорній основі, під простою назвою «anti-shake» (редукція вібрацій, або стабілізація зображення). І це був останній продукт, який вийшов під маркою Minolta, безпосередньо перед трансформацією у Konica Minolta.
- 2004: Minolta та Konica оголошують про офіційне злиття і перетворюються в компанію Konica Minolta Holdings, Inc.
- 2005: Компанія оголошує про спільну із Sony розробку ПЗЗ (CCD) та КМОН (CMOS) технологій.
- 2006: Konica Minolta оголошує про припинення будь-якого виробництва плівкових та цифрових відео- та фотокамер, завершуючи на цьому свою 78-річну історію як виробника фото- та відеопродукції. Останніми випущеними моделями були Dimage X1 та Z6. Активи Konica Minolta Photo Image, Inc. (частина фотобізнесу компанії Konica Minolta), які мають відношення до технологій виробництва цифрових камер, передаються компанії Sony для подальшої розробки та розвитку, які були започатковані ще на етапі співпраці над ПЗЗ- та КМОН-технологіями.

### Перші моделі камер

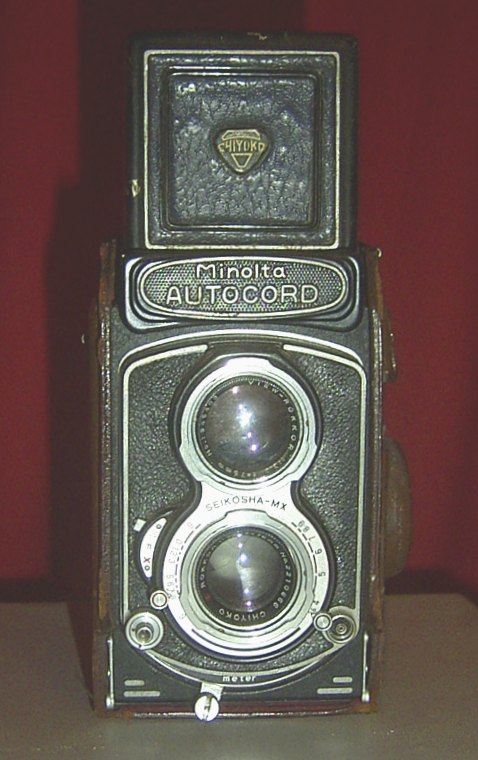
Minolta Autocord TLR.

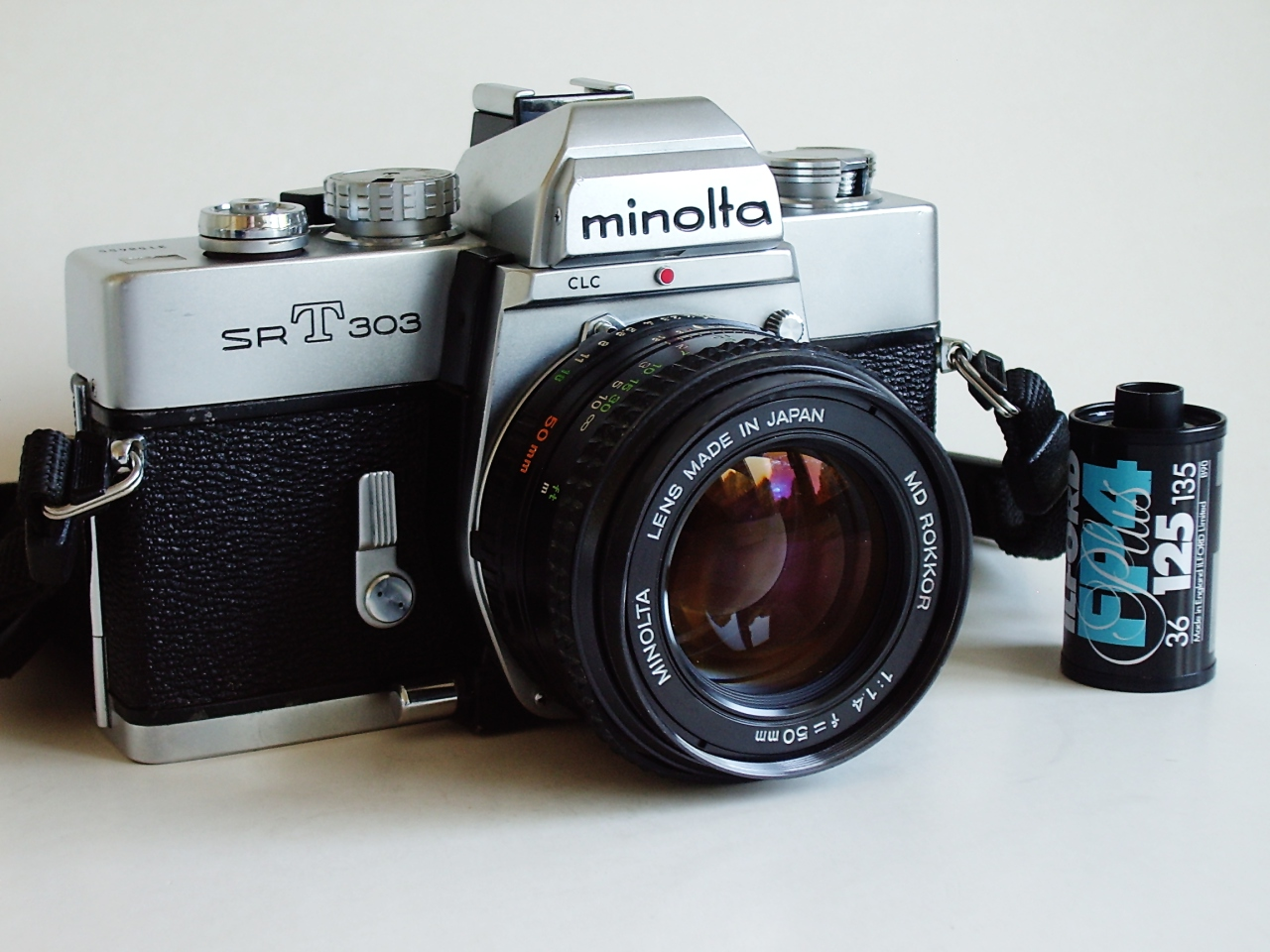
Minolta SR-T303.

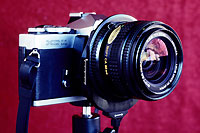
2.8 35 мм об'єктив з корекцією перспективи, максимальний зсув — 11мм.

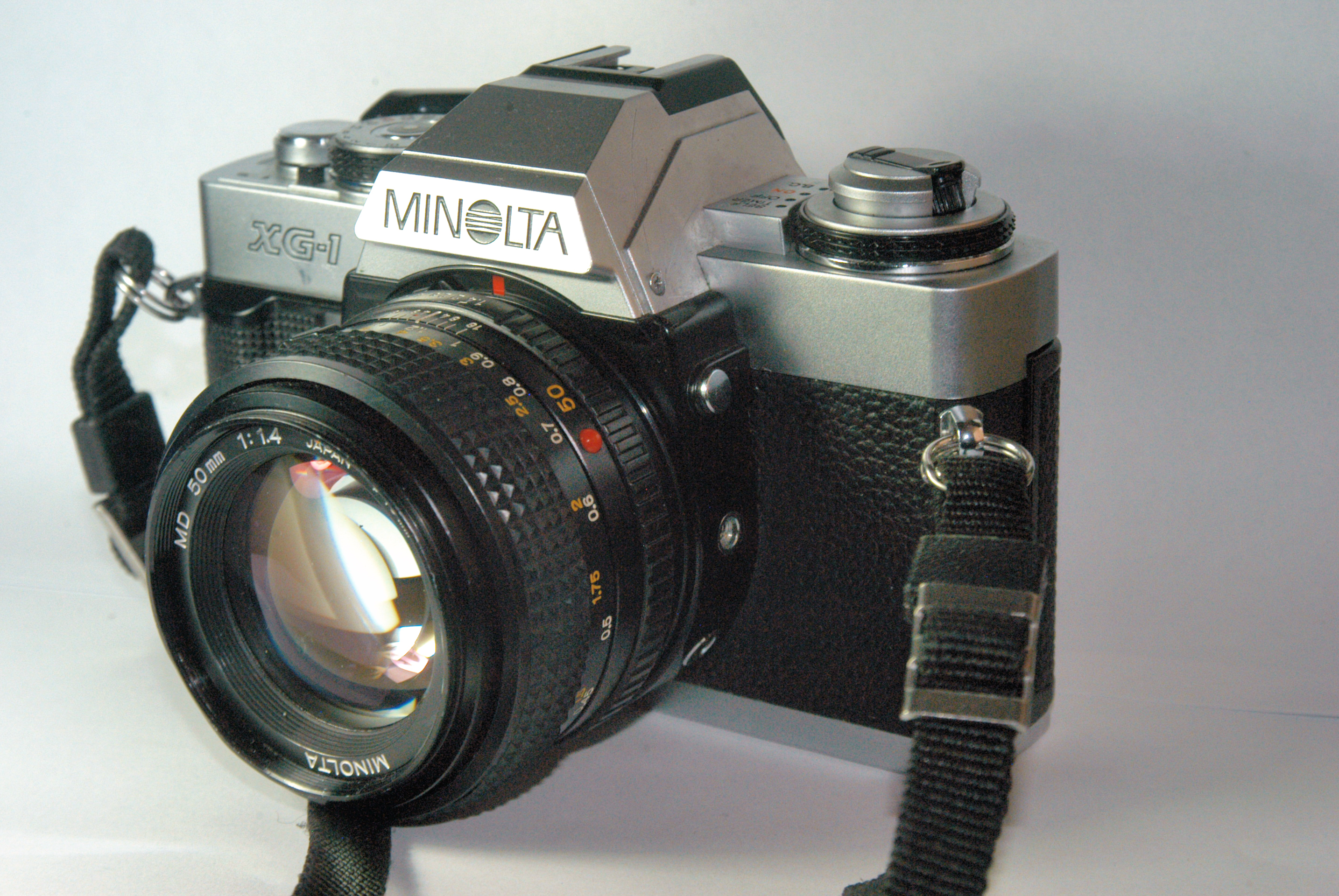
Minolta XG-1.

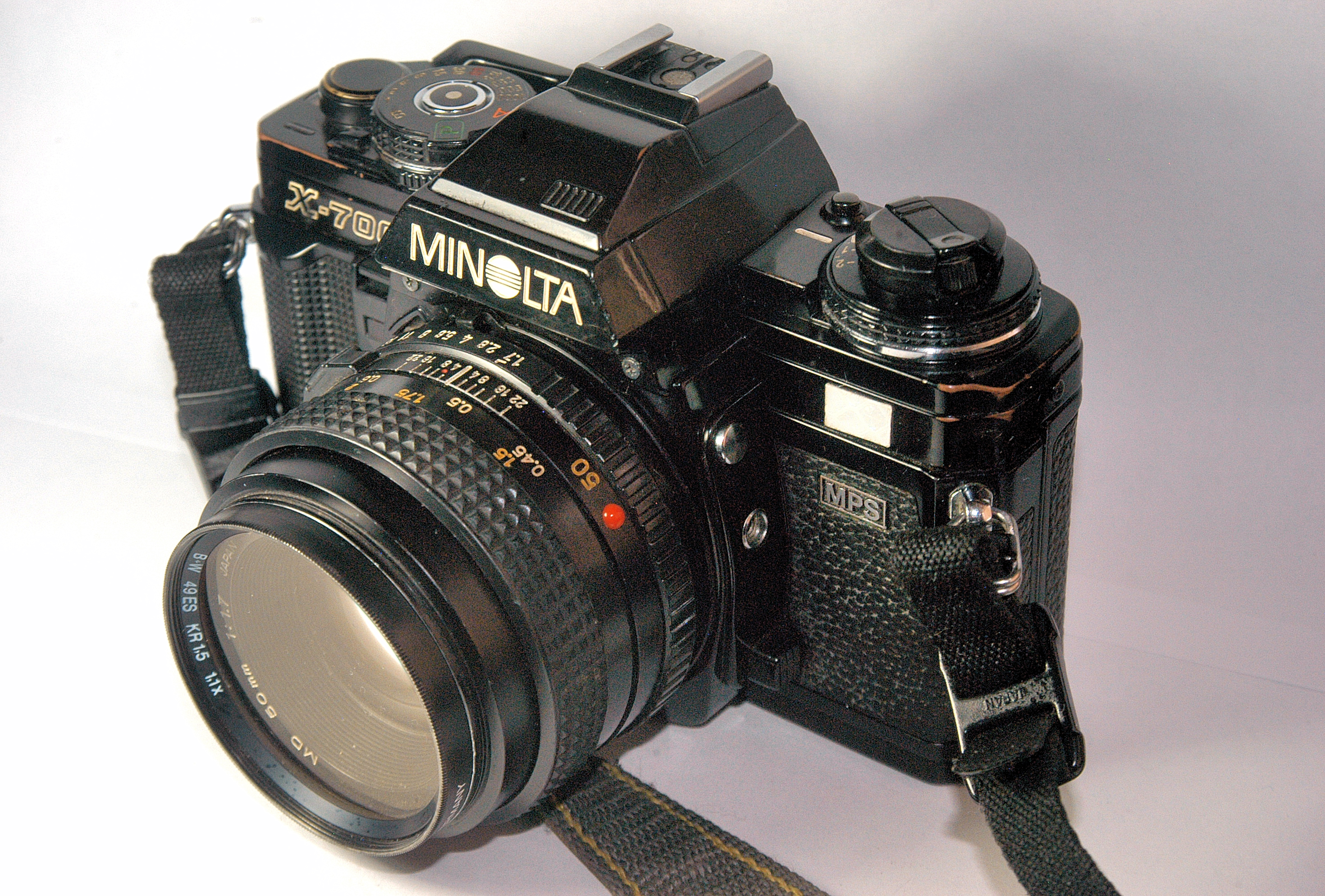
Minolta X-700.

Спираючись майже виключно на запозичені німецькі технології, Nichi-Doku видобули на світ своє перше творіння, а саме — широкоформатний монорейковий фотоапарат під назвою Nifcarette, у березні 1929. До 1937 року компанія трансформувалася у Chiyoda Kogaku Seikō, K.K. (Оптика та Інженерна Продукція Чійода, ТОВ.) і виготовила першу двооб'єктивну дзеркальну камеру японського виробництва - Minoltaflex. За основу взято німецьку модель Rolleiflex.
1947 року відбулася презентація моделі Minolta-35. За основу взяли концепцію далекомірної камери Leica із гвинтовим (39 мм) кріпленням об'єктиву. Вона використовувала стандартну плівку (35 мм) у касетах. Кітовим об'єктивом був Super Rokkor 1:2.8 50mm.
1950, Minolta виготовила проектор планетарію, який став першим пристроєм такого типу в Японії, тим самим розпочавши діяльність компанії у галузі астрономічної оптики. Джон Ґленн взяв далекомірну камеру Minolta Hi-Matic 35 мм на борт космічного корабля Меркурій-Атлас-6 (Friendship 7) 1962 року, а 1968 Аполлон-8 пролетів по орбіті місяця з камерою Minolta Space Meter на борту.
Наприкінці 1950-х та 1960-х, Minolta склала конкуренцію іншим подібним виробникам у виготовленні середньоформатних камер з рулонною плівкою. Компанія вийшла на ринок з чудовою серією двооб'єктивних дзеркальних (TLR — twin-lens reflex) камер Autocord. Випущена на ринок в той час, коли він був забитий безліччю непоказних копій моделі Rolleiflex TLR, серія Autocord за короткий час завоювала неабияку репутацію на ринку завдяки високій якості оптики Rokkor.

## Однооб'єктивні дзеркальні камери
1958 року Minolta презентувала свою однооб'єктивну дзеркальну камеру SR-2, 35 мм, яку вони обладнали байонетним з'єднанням та стрибучим дзеркалом (дзеркало, що здатне повертатися у вихідне положення самостійно). У 1966 Minolta представила лінію камер SR-T із можливістю TTL-експонометрії. Попри те, що камери Minolta були якісними та широко відомими як одні з найбільш новаторських камер свого часу, вони все ж не трималися на ринку настільки міцно, як моделі виробника-конкурента — фірми Nikon. У конструкції камери Minolta SR/SRT були використані циліндричні втулки замість звичних підшипників, закріплених на осях фокальної площини, і робочі частини апарата розміщувалися вільніше. Траплялося, що така будова камери створювала проблеми у дуже холодну погоду, або при надзвичайно частому користуванні. SLR-камери Minolta також мали значну нестачу у важливих професійних якостях, таких як наявність двигунного приводу, знімна пентапризма та задня частина. Камери Minolta були розраховані на серйозних фотографів-аматорів, спокушаючи їх порівняно низькими цінами та високоякісною оптикою.
Цілком можна стверджувати, що починаючи з 1950-х і до 1980-х, Minolta була найбільш новаторським виробником фото- та відеокамер: компанія була першим японським виробником, який презентував байонетне кріплення об'єктиву замість гвинтового кріплення; а також вона стала першим виробником, який презентував багаторежимне експонування. Вони також презентували першу комерційно успішну лінію SLR-камер у серії Maxxum.
1972 року Minolta уклала договір про офіційну співпрацю з компанією Leitz. Leitz будь-що потребували нових експертних знань у галузі електроніки камер, і власники Minolta відчули, що вони зможуть у свою чергу чогось навчитись із безсумнівних досягнень Leitz в галузі оптики. Продуктивним результатом цієї співпраці стала Leica CL/Minolta CL, доступна камера з далекоміром, яка вдало доповнила ряд моделей Leica M. Minolta виготовила модель Leica CL відповідно до технічних даних, якими її забезпечила компанія Leica. До інших спільних плодів належить Leica R3, яка по суті була моделлю Minolta XE-1, тільки з кріпленням об'єктиву, видошукачем, та точковою системою виміру експозиції від Leica.

### Перша 35мм-SLR-камера  із «програмованим» фокальним затвором (FPS)— XD-11
У 1977 Minolta презентувала модель XD-11, першу мультирежимну компактну SLR-камеру (35 мм), яка мала функції як пріоритету витримки (затвора), так і пріоритету діафрагми — у єдиному тілі. Вона також стала першою камерою, в конструкції якої був використаний комп'ютерний мікрочип, який у режимі пріоритету витримки — в разі потреби — нехтував обраною швидкістю затвора, аби створити необхідну експозицію. Таким чином ця модель вперше за всю історію давала користувачам доступ до «програмного режиму». Багато хто вважає XD-11 найкращою 35-міліметровою SLR-моделлю з ручним фокусом, яка коли-небудь виготовлялася компанією Minolta. Також XD-11 вважається останньою серйозною спробою компанії вийти на ринок професійних та напівпрофесійних 35-міліметрових SLR-камер, аж до Maxxum 9, яка вийшла вже у 1998. Компанія Leitz переробила деякі елементи конструкції XD-11 (називалася XD-7 у Європі) й використала їх для створення моделі Leica R4.

### Останні 35мм-SLR-камери з ручним фокусом: серія X-700
Minolta продовжила пропонувати споживачам 35-міліметрові SLR-камери з ручним фокусом — у складі серій X-370, X-570, а також Х-700 із 1981, але поступово змінила свою ринкову політику в бік пониження ціни та якості своєї продукції, орієнтуючись на ширший споживацький ринок. Minolta вирішила перестати орієнтуватися на високий рівень конструкції та технологічних якостей апаратів, на який була спрямована попередня лінія моделей XD/XE. Нові, аматорського рівня, моделі камер, такі як Х-570, Х-700 та пов'язані з ними — пропонували фотографам-новачкам додаткові програмні та вимірювальні можливості за нижчою ціною. Передовий дизайн вертикального металевого затвора старших моделей був відкинутий на користь дешевшого, горизонтального шторкового затвора, який сповільнював синхронізацію фотоспалаху до 1/60 сек. Подальше зниження собівартості камер відбувалось шляхом змін начинки їх тіл — деякі робочі компоненти замінили з металевих на пластикові. Оскільки лінія Maxxums з автофокусом виявилася успішною, Minolta з плином часу інвестувала все менше й менше коштів у лінії з ручним фокусом.

### Компактні плівкові камери, 35мм
Minolta швидко увійшла на висококонкурентний ринок компактних 35-міліметрових камер у 1980-х. Перехід від старішого дизайну далекомірних камер до компактних моделей типу «point-and-shoot» (P&S) з електронним автофокусом та/або можливістю серійної зйомки, вітався переважною більшістю покупців камер, але засуджувався тими, хто поціновував колишню якість моделей компанії Minolta. Компанія, як і будь-який інший значний виробник, була змушена протистояти на ринку конкурентам — виробникам подібної дешевої продукції з інших регіонів Азії. Тому для компанії було досить важко продукувати якісні P&S камери, та продавати їх за тією ціною, яку споживач був готовий платити. Через що Minolta й була змушена економити на матеріалах, поступово переробляючи успішні моделі камер, аби знизити собівартість та зберегти рентабельність продукції.

### Однооб'єктивні дзеркальні камери з автофокусом

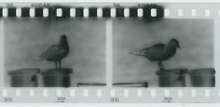
Інфрачервоні негативи, вуалізовані інфрачервоними променями механізму підрахунку кадрів у моделі Minolta Maxxum 4.

Minolta викупила патент на технологію автофокусування в об'єктивах у компанії Leica Camera у 1970-х. 1985 року Minolta презентувала нову лінію SLR-камер з автофокусом (AF). У Північній Америці вони використали назву Maxxum; у Європі такі камери отримали назву Dynax; а в Японії такі моделі отримали ім'я Alpha. Вони стали першою лінією однооб'єктивних дзеркальних камер з автофокусом компанії Minolta, і першою комерційно успішною лінією камер такого типу у світі. (Торгова агенція із запису Minolta, William Esty Company з розташуванням у Мангеттені, створила торгову марку для Minolta Maxxum, якій таку назву присвоїв творчий директор компанії — George Morin. Круглий логотип Minolta був розроблений мистецьким директором Гербертом Кларком (Herbert Clark) спільно зі всесвітньо відомим дизайнером Саулем Бассом (Saul Bass). Компанія William Esty присвоїла торгову марку для лінії автофокусних компактів Minolta Freedom, а назву для марки вигадав старший копірайтер, Нільс Петер Ольсен (Niels Peter Olsen). Лінія Minolta Freedom також включала в себе модель Minolta Talker, першу камеру типу «point & shoot» («мильниця»), в конструкції якої був звуковий мікрочип для асистенції при операціях із автофокусом та фотоспалахом. В результаті нововведень, продукти, випущені компанією Minolta спільно із William Esty Company, підвищили обсяг продажу продукції з третього місця після фірм Canon та Nikon, аж до першого місця на ринку Сполучених Штатів.)
Починаючи з лінії Maxxum, важкі й міцні металеві корпуси попередніх моделей Minolta були замінені на набагато легші та дешевші пластикові. Maxxum 7000, найпопулярніший із нових Maxxums-ів, презентував нововведення у вигляді кнопок зі стрілками для налаштування діафрагми та швидкості затвора, які замінювали застарілі диск зі шкалою для регуляції швидкості затвора, та кільце регуляції діафрагми на об'єктиві. Таким чином, єдиним елементом регулювання, який знаходився на об'єктиві, залишилося кільце ручного фокусу (плюс кільце зуму у випадку трансфокаторних об'єктивів).
Maxxum 7000 мав два 8-бітні процесори (CPU) та шість інтегрованих мікросхем. Мікросхема в об'єктиві передавала інформацію про діафрагму до корпусу камери, а двигунець автофокусу знаходився в самому корпусі. Дисплей LCD відтворював значення діафрагми, витримки, та номер кадру, тоді як інфрачервоний промінь підраховував перфорацію плівки, при прокрутці її від кадру до кадру (це унеможливлює використання інфрачервоної плівки). Maxxum 7000 мав TTL-вимірювання (експонометрія) та фокусування з фазовим виявленням, режими автоекспозиції та інтелектуальний автофокус. Всі камери лінії Maxxum використовували кріплення автофокусного об'єктиву типу Minolta «A»; об'єктиви старшого покоління з ручним фокусом — Minolta MC та MD — несумісні із новими камерами з AF — автофокусом.
На нещастя для компанії Minolta, технології афтофокусу у її продукції були визнані такими, що зазіхають на патенти американської корпорації Honeywell. Тож після затяжного судового процесу у 1991 Minolta була змушена виплатити корпорації збитки, штрафи, судові та інші витрати у розмірі 127.6 мільйонів доларів.
Після 4-цифрової (йдеться про к-сть цифр у назві) лінії Maxxum i, в яку входили моделі 3000i, 5000i, 7000i, та 8000i, настала черга на 1-цифрову лінію Maxxum xi; далі йшла 3-цифрова лінія si; потім 1-цифрова лінія без літер (Alpha/Dynax/Maxxum 3, 4, 5, 7, 9); і врешті-решт, Maxxum 50 (Dynax 40) та Maxxum 70 (Dynax 60).

### Серії формату APS
Minolta проводила значні інвестування у виробництво камер плівкового формату APS (Advanced Photo System), а особливо в лінію моделей Vectis, починаючи з 1996 року. Формат APS пізніше виявився технологічним глухим кутом, оскільки апарати не мали такого попиту, якого очікували виробники. На ринок виходили нові — цифрові технології, і Minolta зрештою припинила виробництво будь-яких камер формату APS.

## Інші досягнення
Minolta презентує нові властивості камер, які через кілька років стануть стандартними для всіх брендів. До стандартизованих якостей, які були вперше презентовані у моделях камер Minolta, входять: мультисенсорна експонометрія у поєднанні із чисельними AF-сенсорами, а також система автоматичного збалансування фотоспалаху, бездротовий TTL-контроль фотоспалаху, TTL-контрольована система безперервної синхронізації фотоспалаху, і швидкісні передні та задні коліщатка для контролю витримки та діафрагми. Особливостями, представленими в моделях Minolta стають інтерактивний LCD-дисплей із видошукачем, можливість збереження налаштувань (пам'ять налаштувань), карти-розширення з опрограмуванням (виробництво припинено), запуск-активація оком, та інфрачервоний лічильник кадрів.

## Злиття з Konica

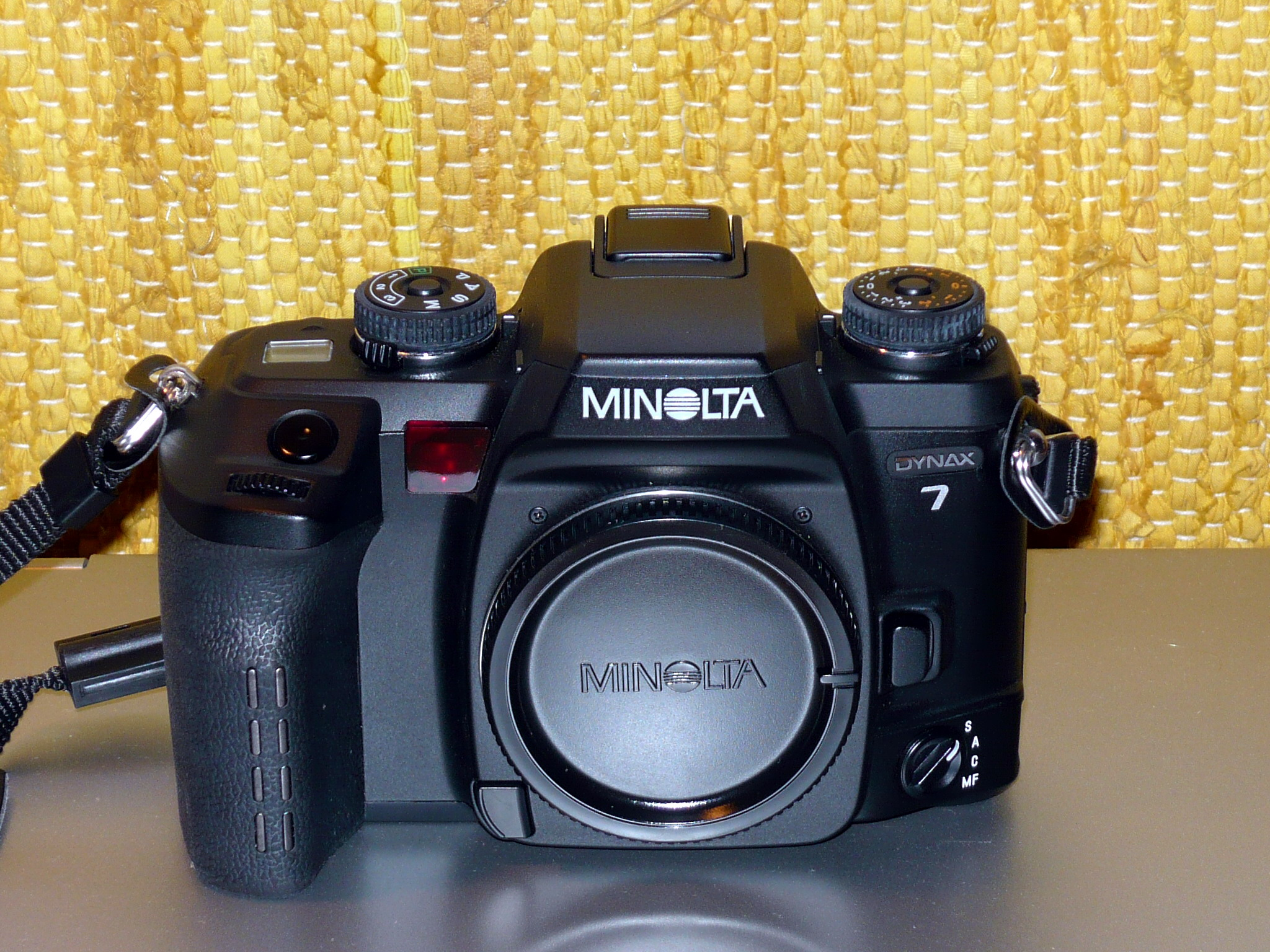
Minolta Dynax 7.

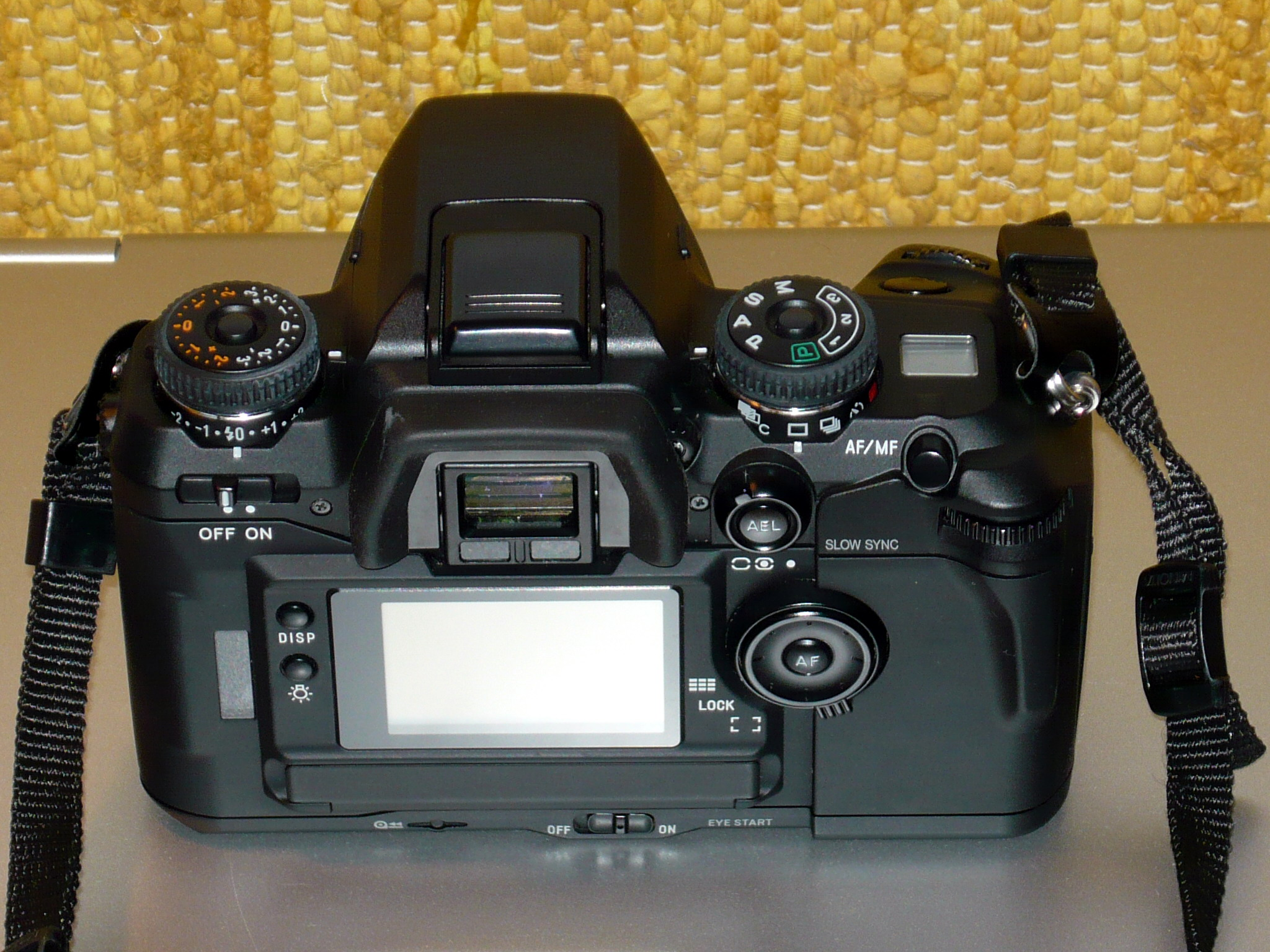
Minolta Dynax 7.

У намаганні зміцнити свою ринкову частку і надбати нові активи у галузях плівкового, оптичного обладнання та обладнання плівкових камер, Minolta ухвалила рішення про злиття з широко відомим у фотоіндустрії японським виробником — компанією Konica Ltd., 2003 року. Нова корпорація отримала офіційну назву Konica Minolta Ltd.
До того моменту, коли Konica Minolta оголосила про свої плани щодо виходу із бізнесу 2006 року, новостворена компанія виготовляла цифрові та плівкові камери Maxxum/Dynax (надаючи їм різні назви у різних ринкових галузях), вдосконалюючи дизайн, але не змінюючи основної концепції. Maxxum 4 — це дешева SLR-камера, 35 мм, із байонетним кріпленням типу А, вбудованим фотоспалахом, автоекспонуванням, розумним автофокусом, електронно контрольованим вертикальним фокальним затвором та TTL-вимірюванням та фокусуванням із фазовим виявленням. У рекламній літературі, Minolta заявляла, що Maxxum 4 - це найкомпактніша (на той час) модель SLR-камери з AF, 35 мм, і друга по швидкості автофокусу, тоді як Maxxum 5 - перша по швидкості автофокусу. Хоча ці моделі насправді були спрямовані на найнечисленнішу споживацьку аудиторію.
Minolta зробила останню спробу увійти на ринок серйозних аматорських та професійних фотокамер, випустивши модель Maxxum (Dynax) 9 у 1998, після якої вийшов Maxxum 7 2000 року, який мав у своєму розпорядженні повнофункційний дисплей LCD на задній стінці камери. Хоча ці моделі й були добре сприйняті пресовими виданнями для фотографів, але продажі 7 і 9 не задовільнили очікування виробників, і не здійснили будь-якого прориву в тій споживацькій базі, на яку вони були спрямовані. Споживачі на той час були вже сильно прив'язані до таких брендів як Canon та Nikon. Тому виробництво даних камер урешті-решт припинилося, на користь дешевших моделей — Maxxum 50 та 70, які виходили у продаж під брендом Minolta аж до 2006, коли компанія Konica Minolta припинила виробництво плівкових камер.

## Цифрові камери

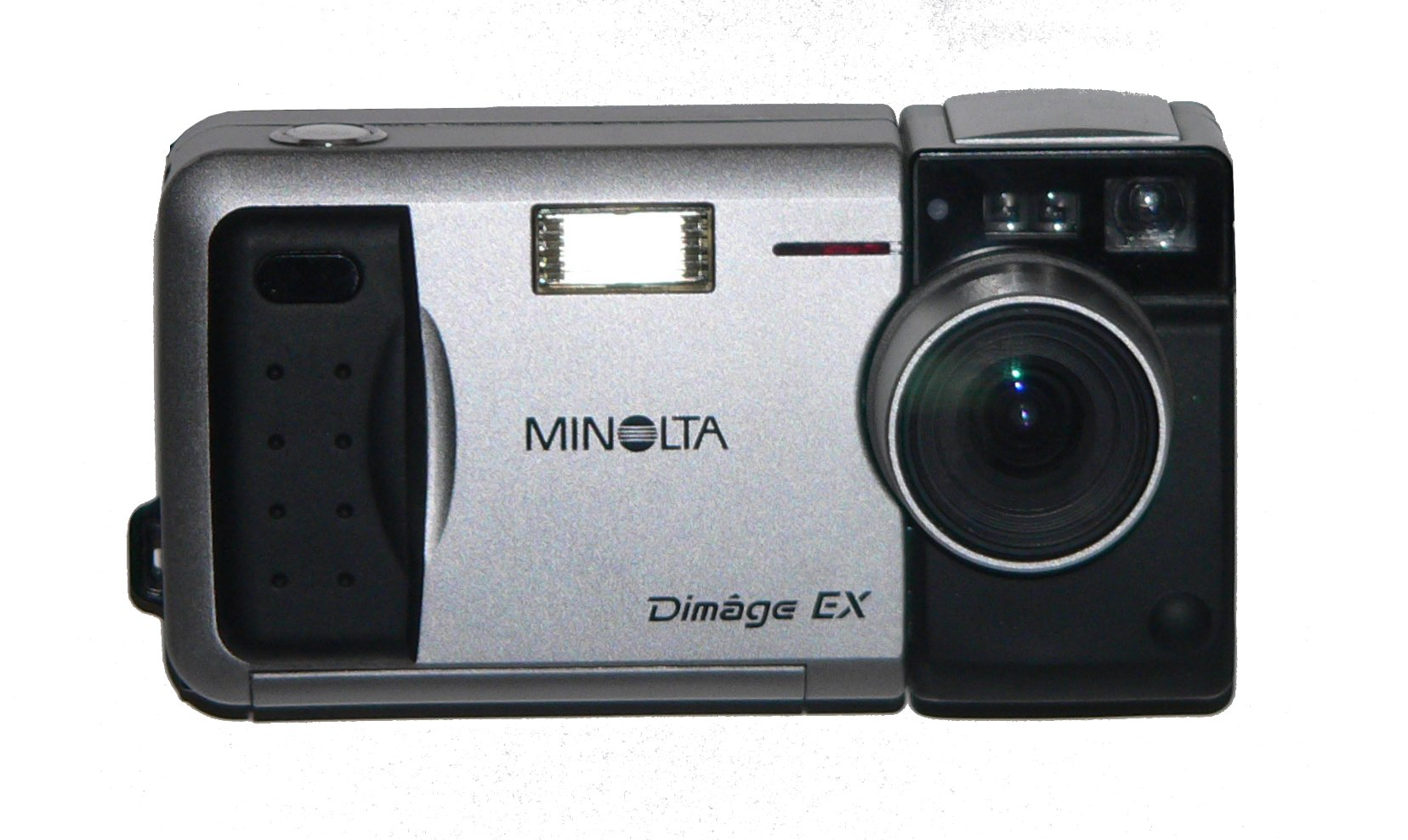
DiMAGE EX, одна з перших цифрових камер.

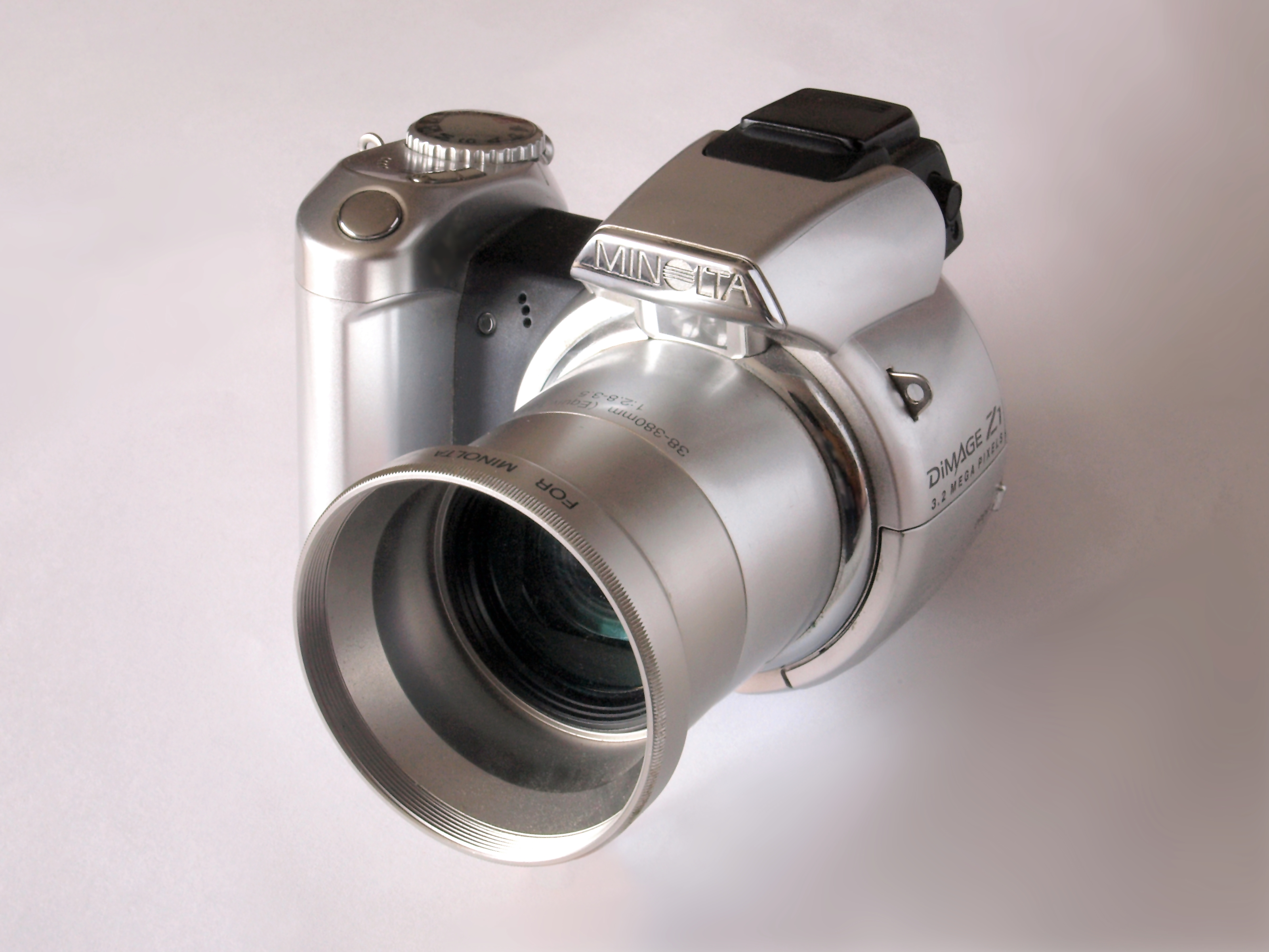
Minolta Dimage Z1

Minolta володіє лінією цифрових компактних (point-and-shoot) фотокамер, що дає їй змогу конкурувати з іншими виробниками на ринку цифрової фотографії. Їхня лінія камер DiMAGE включає цифрові камери та різне фотографічне програмування, а також плівкові сканери.
Minolta заснувала нову категорію «псевдодзеркалок», представником якої стала модель DiMAGE 7. Створена для людей, знайомих з користуванням однооб'єктивними дзеркалками 35 мм, — але без надлишкової ціни чи ускладнення у вигляді змінних лінз та оптичних дзеркальних видошукачів, лінія DiMAGE вміщувала в дизайні своїх камер багато якостей високоякісної плівкової фотокамери, у той же час зберігаючи в собі і простоту менших компактних цифрових камер. Камера цього типу мала традиційні кільця зуму та фокусу на поверхні об'єктиву, і була устаткована спеціальним електронним видошукачем (EVF) замість прямого оптичного дзеркального бачення камер SLR. Були додані також нові можливості, такі як перегляд гістограми, і камери були сумісні із фотоспалахами найновіших на той час плівкових фотокамер Minolta.
Попри всі плюси, DiMAGE 7 (включаючи DiMAGE A1, A2, та A200) та подібні псевдодзеркалки насправді не були достатньо якісними замінниками професійних дзеркальних фотоапаратів. До того ж на початку було дуже багато скарг на надто повільний автофокус та різні неполадки (останнє спливло на поверхню, коли ПЗЗ-сенсори, виготовлені компанією Sony, почали відмовляти у роботі, роблячи камеру абсолютно непридатною. Minolta, однак, швидко вирішила проблему з ПЗЗ, замінивши несправні деталі у вже проданих апаратах абсолютно безкоштовно; після того, як Konica Minolta полишила фотобізнес, Sony перейняла в свої руки проблему ПЗЗ-сенсорів). Minolta пізніше зробила нововведення у цю лінію, ставши першим виробником, який презентував механічну систему стабілізації зображення під назвою «anti-shake» (механізм стабілізації в камерах Minolta знаходиться всередині корпусу камери, на відміну від продукції компаній Canon та Nikon, в яких такий механізм розміщений всередині об'єктиву — Canon EF та Nikon AF об'єктиви).
У січні 2002, Minolta знову створила нову категорію камер, презентуючи модель Minolta DiMAGE X, ультракомпактну цифрову камеру із 3-кратним складаним об'єктивом типу «зум». Завдяки можливості складання, жодна рухома частина об'єктиву не виходить за межі корпусу камери. Натомість, дзеркальце під кутом 45 градусів відбиває світло до звичайної збільшувальної лінзи, безпечно втисненої в корпус камери. Короткий час активації — це одна з потенційних переваг цього дизайну (оскільки ніяка частина не потребує розширення чи подовження), але повільний фокус та часті затримки реакції затвора затьмарили будь-які переваги цього нововведення.

### Цифрові однооб'єктивні дзеркалки, DSLR

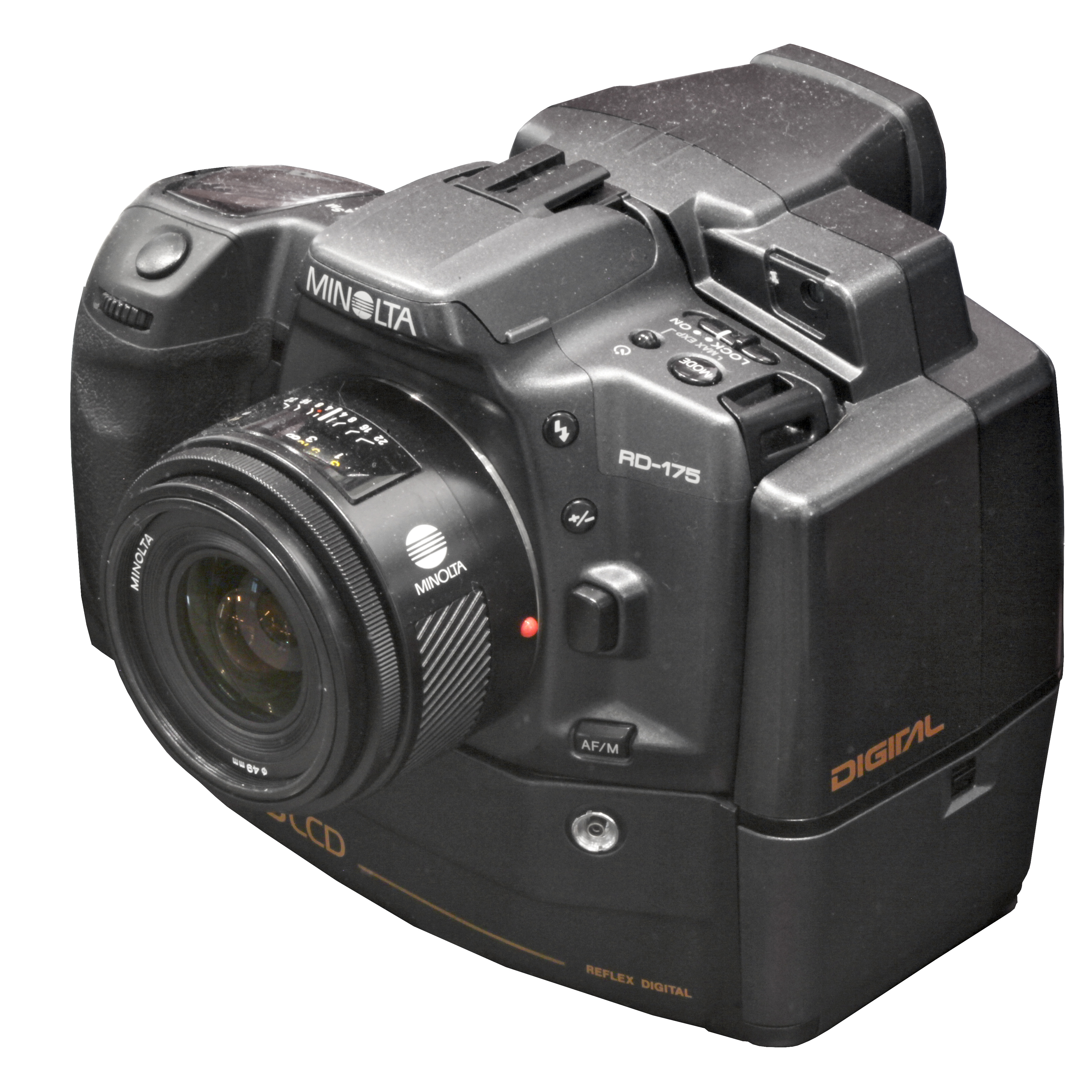
Minolta RD-175 із системою оптичної стабілізації для 3 x 1/2-дюймового CCD-сенсора із 3 x 0,38 мегапікселів.

Після злиття із компанією Konica, багато хто вважав, що Minolta швидко вийде на ринок цифрових дзеркалок DSLR, але такі очікування виявилися передчасними.
Хоча Minolta й випустила першу цифрову SLR-лінію ще 1995 року, проте RD-175 — 3-сенсорна (3 x 0,38 мегапікселів) камера, виготовлена на основі моделі Maxxum 500si — так і не досягла успіху, і 1998 року її витіснив апарат RD3000 (3-мегапіксельна дзеркалка, із запозиченням кріплення об'єктиву від лінії камер типу Vectis APS SLR, яка була такою ж неуспішною та нетривалою).
В той час як Minolta славилась винаходом сучасних SLR-камер із вбудованим автофокусом AF, компанії Konica Minolta знадобилося багато часу, щоб вийти на ринок цифрових SLR-камер — затримка, яка мала всі шанси стати фатальною. KM була останнім із значних виробників камер, який випустив цифрову однооб'єктивну дзеркалку (Maxxum/Dynax 5D та 7D) з використанням 35-міліметрового AF-кріплення. Популярні серед багатьох фотографів, цифрові дзеркалки, як виявилося, потерпали від браку реклами та загальної популяризації, особливо як порівняти з двома «монстрами» виробництва фото- та відеокамер, — компаніями Nikon та Canon. Впродовж липня 2005, KM і Sony уклали домовленість про спільну працю над новою лінією DSLR-камер, тому багато хто вірив, що Konica Minolta та Sony організують масове виробництво і продаж нової лінії цифрових дзеркалок (майже так само, як це було зроблено при об’єднаному виробництві й торгівлі у випадку камер Pentax та Samsung K10/GX10).
19 січня 2006 року, KM оголошує про передачу контролю над всім своїм виробництвом DSLR-камер компанії Sony; Активи виробництва цифрових дзеркалок перейшли до компанії Sony під час виходу компанії Konica Minolta з бізнесу, до 31 березня 2006 року. Тоді й технічна підтримка для всіх камер (в першу чергу інших цифрових камер компанії Konica Minolta) стала надаватися компанією Sony, яка оголосила про вихід першої дзеркалки Sony, заснованої на продукції Konica Minolta — Alpha A100 — 5 червня 2006 року.